# Gare de Tricot
Gare de Tricot vasútállomás Franciaországban, Tricot településen.

## Vasútvonalak
Az állomást az alábbi vasútvonalak érintik:
- Ormoy-Villers-Boves-vasútvonal

## Kapcsolódó állomások
A vasútállomáshoz az alábbi állomások vannak a legközelebb:
- Gare d’Estrées-Saint-Denis
- Gare de Wacquemoulin
- Gare de Montdidier